# Rumänien i olympiska vinterspelen 1956
Rumänien deltog med 19 deltagare vid de olympiska vinterspelen 1956 i Cortina d'Ampezzo. Ingen av landets deltagare erövrade någon medalj.